# 東山島
东山岛是中国福建省漳州市东山县管轄的一个岛。這個岛面积约194（一說188）平方公里，是福建第二大岛，也是中华人民共和国实际管治范围內的第五大岛。东山岛形状像蝴蝶，所以又称蝶島。地势由西北向东南倾斜，地形以丘陵、台地为主。島上有东山港。島嶼周圍的西埔湾為鱼虾养殖場。東山島通過八尺门海堤與漳州相連。